# THE BAND HAS NO NAME
THE BAND HAS NO NAME（ザ・バンド・ハズ・ノー・ネーム）は、日本のロックバンド。1989年結成・解散。2005年期間限定再結成。2012年活動再開。

## 概要
1989年、Be-Modern解散直後のヴォーカル・天坂晃英を除く3人（現SPARKS GO GO）は「MODERNS」として活動。ヴォーカルが決まらないまま活動する中、イベントで同事務所所属の奥田民生をゲスト・ヴォーカルとして迎えることになる。
大阪でのイベントを観た当時のBe-Modern担当ディレクター松浦善博が、打ち上げの席で独断でレコーディングすることを決断。数週間後、ロサンゼルスでレコーディングを敢行。レコーディングの際、アシスタント・エンジニアがバンド名を尋ねた際、まだ名前がないと応えたところ、「THE BAND HAS NO NAME」とリールに記載したことで、そのままバンド名となった。
帰国後、日比谷野外音楽堂で最初のライブを行い（このライブでは同事務所所属の渡辺満里奈がゲスト出演）、そのまま解散。翌1990年1月21日にアルバム『THE BAND HAS NO NAME』をリリース。
2005年、結成15周年を記念して夏季限定で復活。各地のフェスに出演するとともに、15年ぶりのアルバム『Ⅱ』をリリース。
2012年7月22日、北海道岩見沢市いわみざわ公園での「JOIN ALIVE」に出演。7年ぶりに復活。

## エピソード
バンド名を直訳すれば「名もなきバンド」。2005年にバンド名を募集したが、結局決まっていない。
1stアルバムをEPIC・ソニーからリリースした際、当時奥田（ユニコーン）が所属していたCBS・ソニーとの軋轢により、一切のプロモーション活動を行うことができなかった。

## メンバー
- 奥田民生（ギター　ボーカル）ユニコーン
- 橘あつや（ギター）SPARKS GO GO
- 八熊慎一（ベース　ボーカル）SPARKS GO GO
- たちばな哲也（ドラム）SPARKS GO GO
- 松浦善博（ギター）世良公則&ツイスト（2005年-）

## ディスコグラフィ

### ミニ・アルバム
- THE BAND HAS NO NAME（1990年1月21日）EPIC/SONY RECORDS。2005年7月20日再発
- II（2005年7月20日）SME Records

### その他
- ボ・ガンボストリビュートアルバム「CollaBoGumBos Vol.1」（2005年1月26日）
THE BAND HAS NO NAMEとして参加。「もしもし! OK!!」収録